# Корюково (Курганская область)
Корюково — деревня в Катайском районе Курганской области. Входит в состав Ушаковского сельсовета.

## История
До 1917 года в составе Катайской волости Камышловского уезда Пермской губернии. По данным на 1926 год село Корюковское состояло из 484 хозяйств. В административном отношении являлось центром Корюковского сельсовета Катайского района Шадринского округа Уральской области.

## Население
| 1989 | 2002 | 2010 |
| ---- | ---- | ---- |
| 490  | ↘403 | ↘340 |

По данным переписи 1926 года в селе проживало 2252 человека (1048 мужчин и 1204 женщины), в том числе: русские составляли 100 % населения.